# Plaines d'Abraham
Pour les articles homonymes, voir Abraham (homonymie).
Les plaines d'Abraham forment la majeure partie du parc des Champs-de-Bataille, l'un des grands parcs urbains de la ville de Québec. Il s'agit d'un plateau de 98 hectares (environ 2 kilomètres de long par 400 mètres de large) composé de vallées gazonnées et de petits bois. Les plaines sont bordées à l'est par la citadelle de Québec, au nord par la Grande Allée, à l'ouest par les jardins et le collège Mérici et au sud par la falaise de la colline de Québec.
Terres agricoles en Nouvelle-France, elles sont le théâtre de la bataille des Plaines d'Abraham, qui entraîna la capitulation de Québec au profit des Britanniques. Propriété de congrégations religieuses et du gouvernement fédéral, elles sont en partie épargnées par l'étalement urbain, entre autres pour des raisons militaires. En 1908, la nouvelle Commission des champs de bataille nationaux en fait un site historique. De nos jours, ce vaste parc accueille plusieurs grands événements, dont le Festival d'été de Québec.

## Histoire

### Sous le régime français

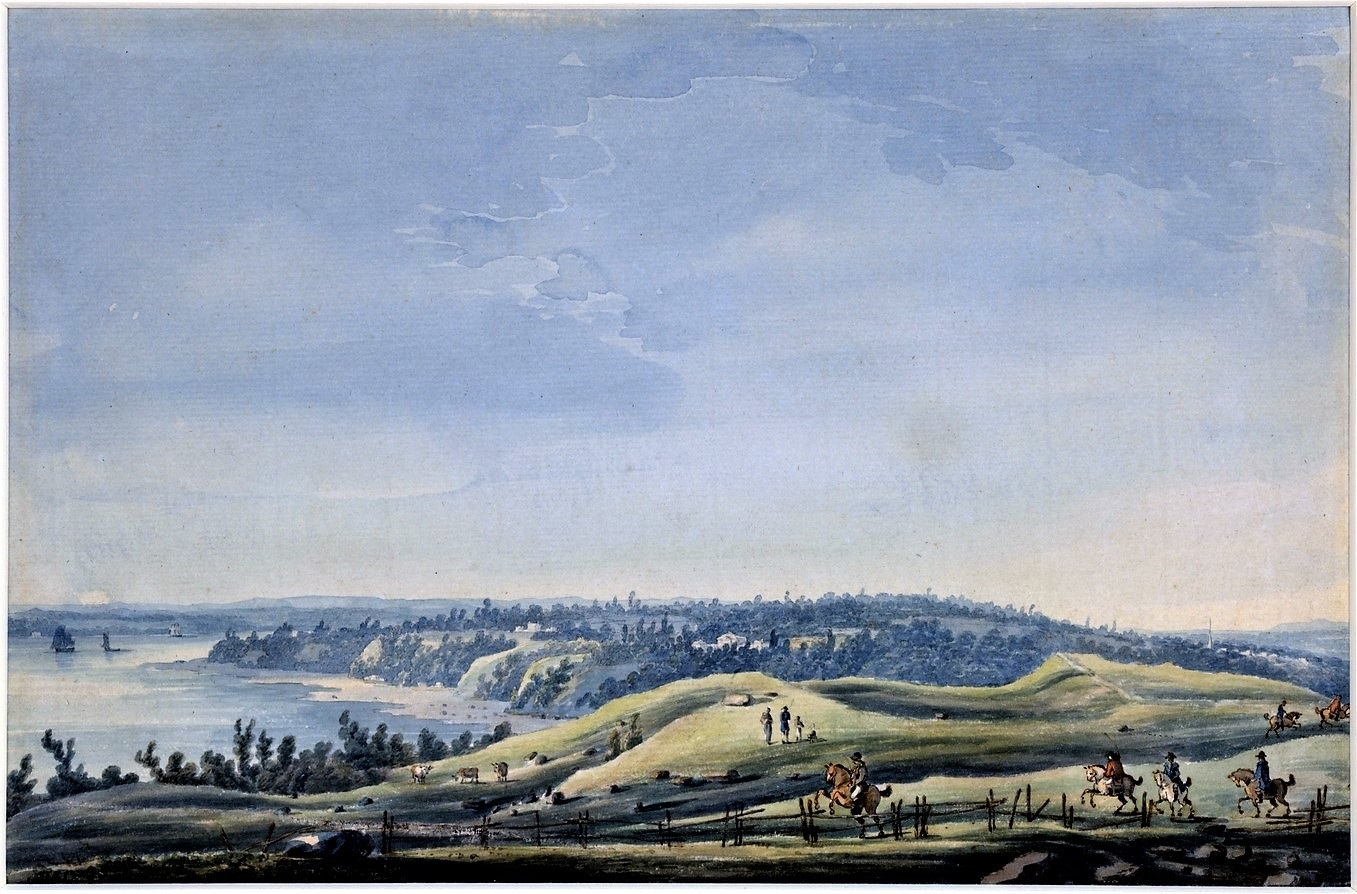
Les Plaines d'Abraham, aquarelle et encre sur carton vers 1795.

Les plaines d'Abraham tirent probablement leur nom d'Abraham Martin dit l'Écossais, pêcheur et pilote royal de Samuel De Champlain (Abraham Martin a eu des filles, notamment Marguerite Martin, qui était la filleule de Samuel de Champlain. Marguerite a hérité de Champlain, selon le Dictionnaire biographique du Canada. Une autre fille d'Abraham Martin, Hélène, était aussi filleule de Champlan) arrivé en Nouvelle-France vers 1620, quelques années après la fondation de la ville de Québec, et qui reçoit douze arpents de terre directement de la Compagnie de la Nouvelle-France en 1635. Il reçoit vingt arpents supplémentaires en 1645, du sieur Adrien Du Chesne. Ainsi, il fait paître ses bêtes de la rivière Saint-Charles (vers la Pointe-aux-Lièvres) jusqu'à l'actuelle Grande Allée. Après la mort d'Abraham, les terres sont vendues aux Ursulines,.
Il semble bien que l'utilisation du nom soit à la fois populaire et militaire. Le nom d'Abraham apparaît dans la toponymie de Québec dès le régime français. Des actes notariés des XVIIe et XVIIIe siècles font référence à la côte d'Abraham et un plan de 1734 localise même avec précision une rue d'Abraham. Les premières mentions du toponyme sont référencées dans des documents militaires. On parle alors, dans les journaux du chevalier de Lévis et du marquis de Montcalm, des hauteurs d'Abraham. Dans les journaux de soldats britanniques, on retrouvera dans les jours entourant la bataille des Plaines d'Abraham les mentions « Heights of Abraham » ou « Plains of Abraham ».
Le 13 septembre 1759, durant la guerre de Sept Ans, ces terres sont la scène de la bataille des Plaines d'Abraham dans laquelle l'armée britannique, sous le commandement du général James Wolfe, escalada les parois abruptes de la colline de Québec dans l'obscurité, surprenant et battant les Français. Wolfe et le commandant français, Montcalm, moururent de leurs blessures, mais la bataille laissa le contrôle du verrou de Québec aux Britanniques, ce qui leur permettra de prendre l'année suivante le contrôle de la Nouvelle-France avec la capitulation de Montréal malgré la victoire du chevalier de Lévis sur le général James Murray le 28 avril 1760. Par le Traité de Paris de 1763, la France céda à la Grande-Bretagne la Nouvelle-France, l'Acadie, l'île du Cap-Breton et l'est du Pays des Illinois. La Louisiane française fut transférée à la Nouvelle-Espagne.

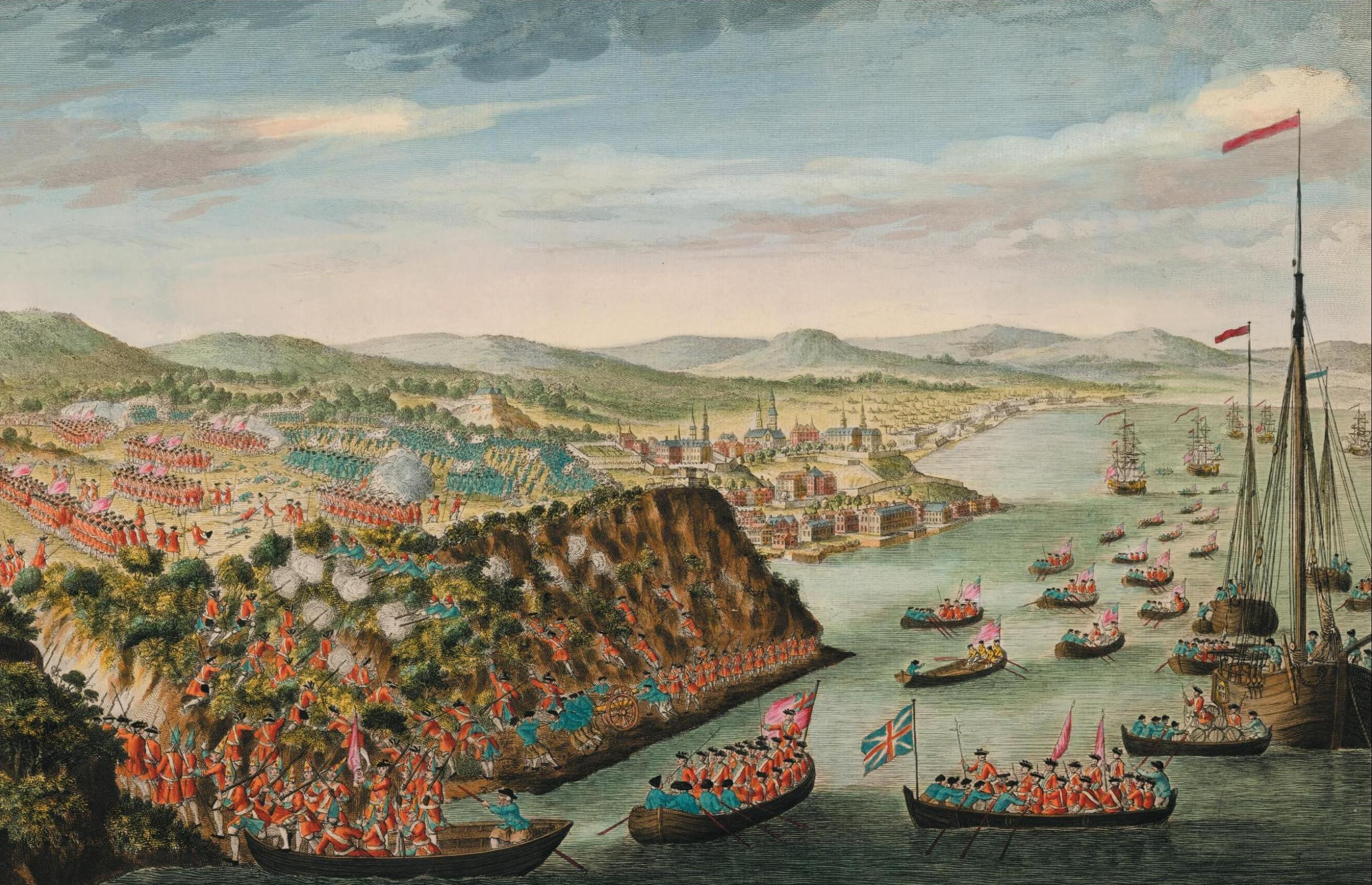
Bataille des Plaines d'Abraham (1759).
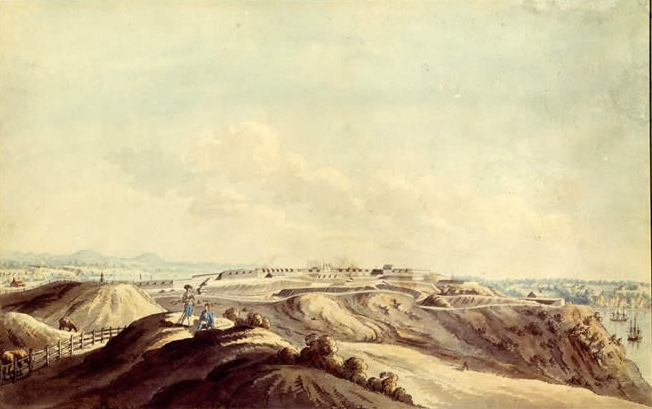
Les plaines d'Abraham (vers 1784).
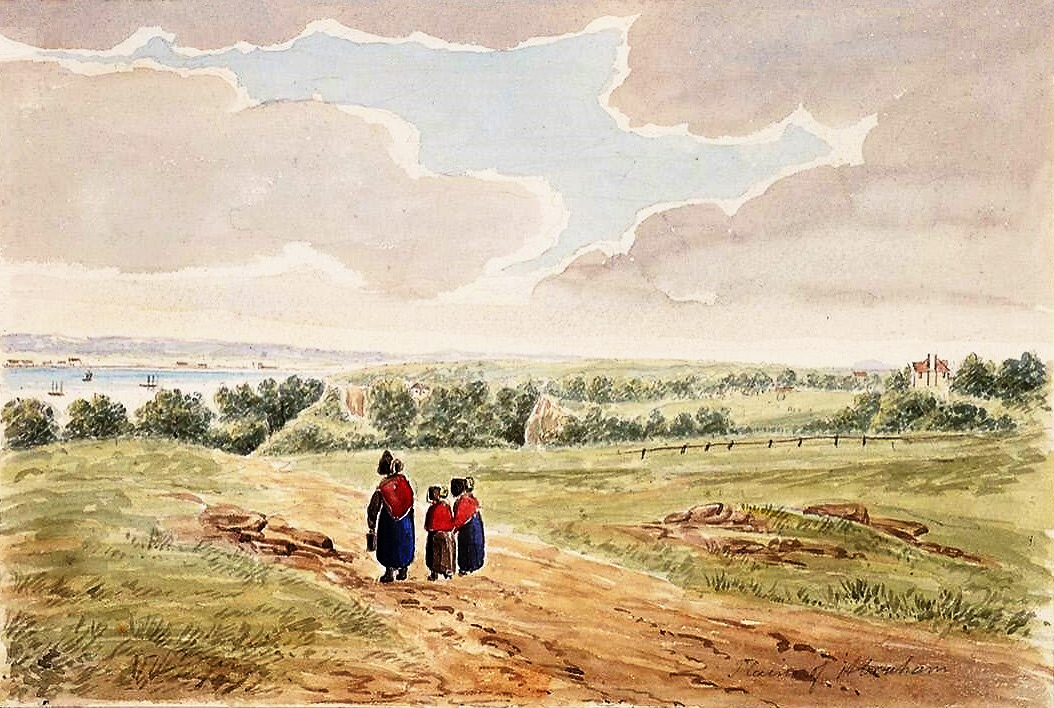
Les plaines au XIXe siècle.

### Sous le régime britannique

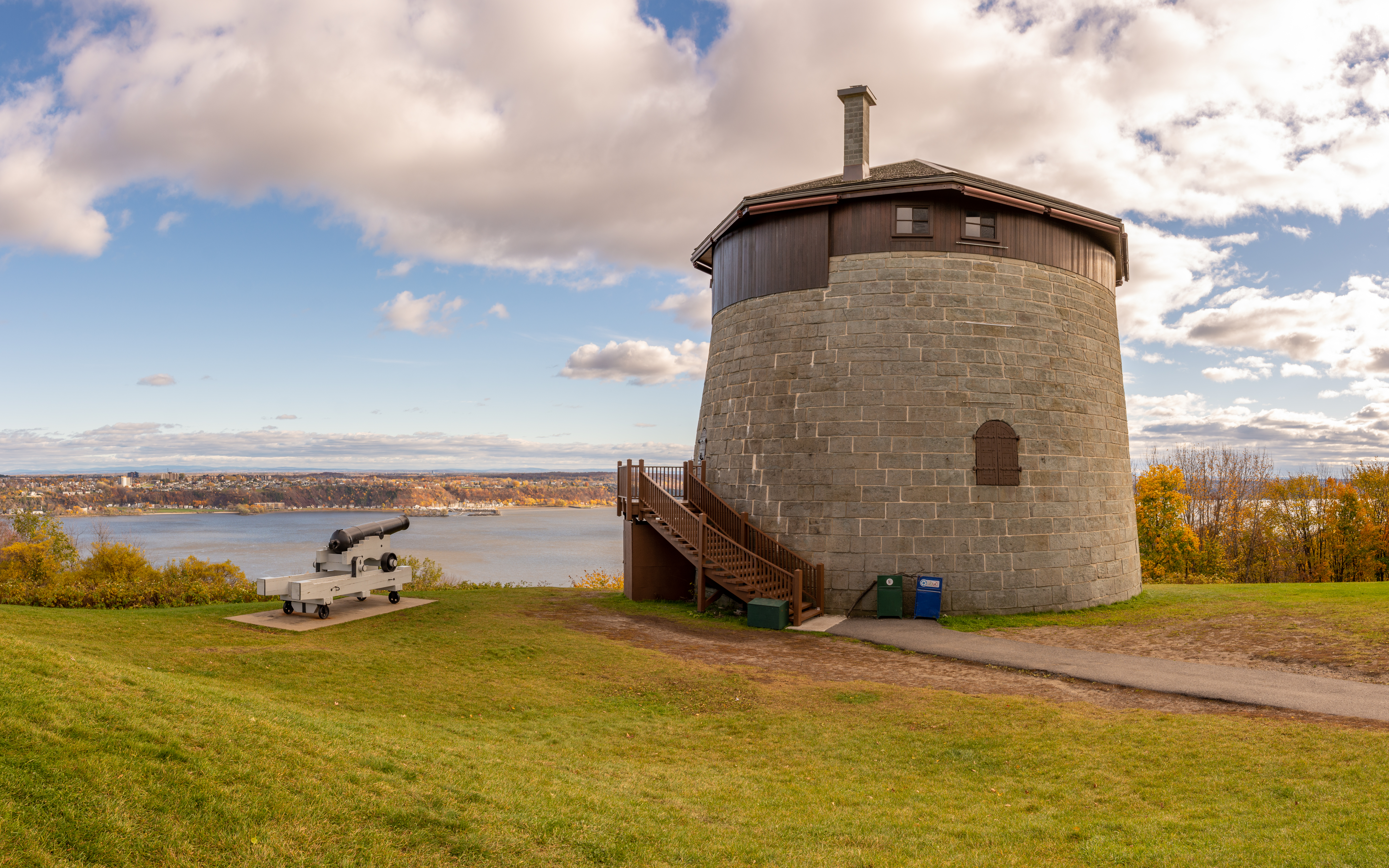
Une des tours Martello témoignant du passé militaire du site, surplombant le cap Diamant et le fleuve Saint-Laurent.

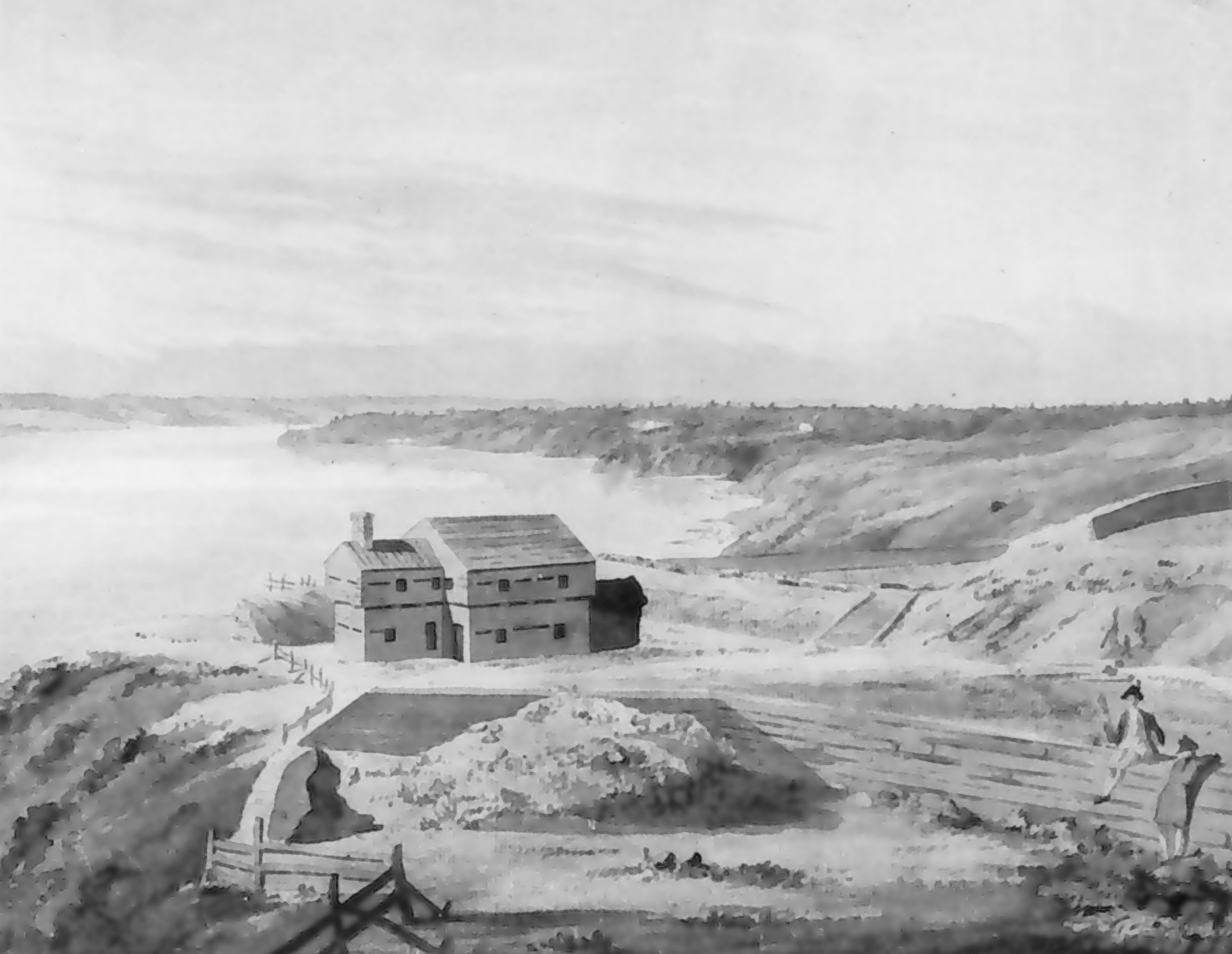
Blockhaus no 1, en 1761.

Du XVIIIe siècle jusqu'au XXe siècle, plusieurs pendaisons ont lieu sur les plaines, notamment sur les Buttes-à-Nepveu, un secteur correspondant aujourd'hui approximativement à l'emplacement de l'hôtel Le Concorde. La plus célèbre exécution est celle de Marie-Josephte Corriveau dont la légende inspira le folklore québécois. Ces condamnations suscitent la curiosité et la population y assiste souvent. En 1867, on construit une prison sur les plaines, qui sera en fonction durant 100 ans avant d'être fermée et convertie en pavillon du Musée national des beaux-arts du Québec dans les années 1980.
Au début du XIXe siècle, l'influence de la construction de la prison fait des plaines d'Abraham un lieu de prostitution et de vagabondage. Plusieurs maisons de prostitution et tavernes accueillent les nombreux soldats et matelots en poste à Québec. Les bois deviennent même des repaires de brigands.
À cette même époque, la population croît très rapidement avec l'immigration et ces terres situées à quelques mètres de la ville, le long de la Grande Allée et au haut de la falaise donnant sur le fleuve Saint-Laurent, deviennent très convoitées. L'occupation du site par l'armée, particulièrement avec la Citadelle de Québec, avait jusqu'alors empêché le lotissement. Parallèlement, le concept de parc urbain est à la mode un peu partout dans le monde. L'exemple le plus connu est probablement Central Park, aux États-Unis, érigé en 1857. Cependant, il faudra attendre au 20 septembre 1901 avant que le gouvernement fédéral n'achète une partie des terres aux Ursulines de Québec, alors propriétaires. L'acquisition du reste des plaines d'Abraham prendra encore quelques années.
Une usine d'armement fabricant le fusil militaire Ross est construite sur le site en 1903. Elle cesse son activité en 1917 et sera détruite en septembre 1931.

### Site historique et urbanisation

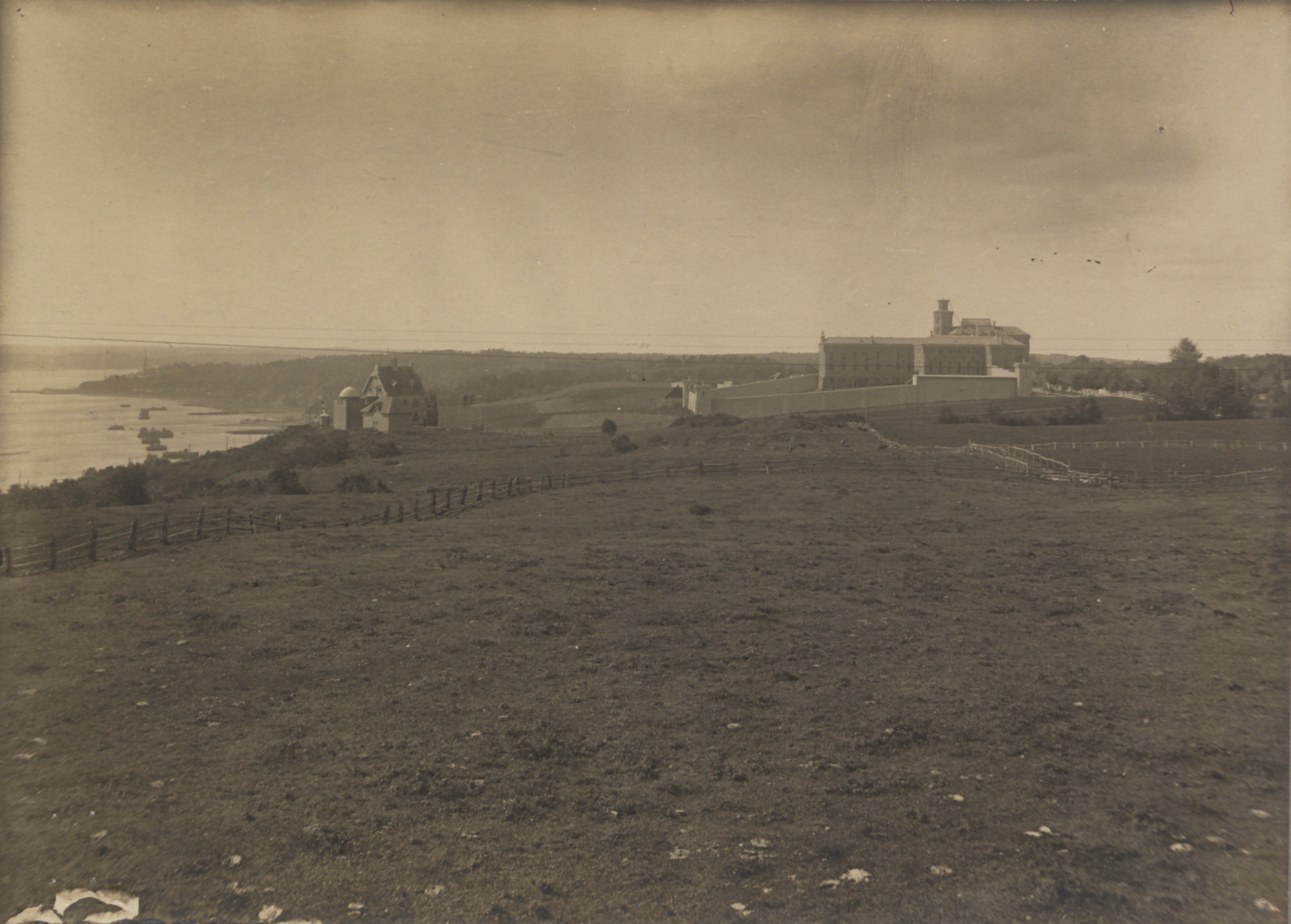
En 1908, année où le parc acquiert en premier le statut de lieu historique national du Canada. On peut y voir la prison des plaines.

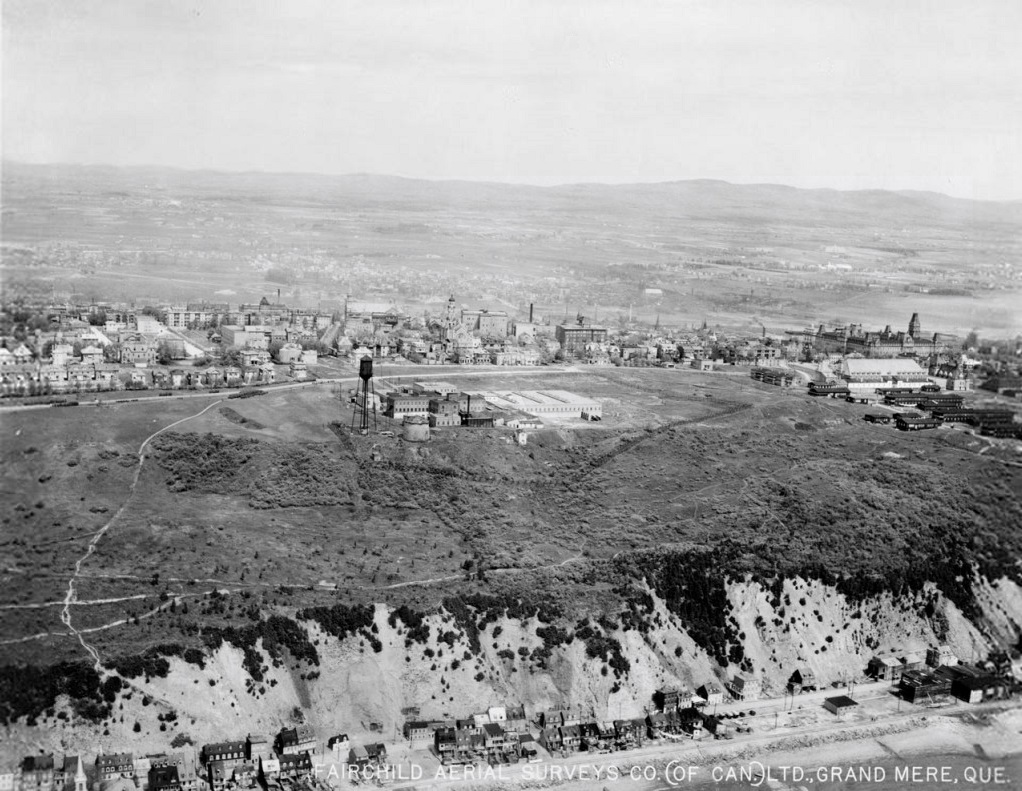
Vue aérienne en 1925.

Le 17 mars 1908, le nouveau parc devient le premier site historique national du Canada sous l'égide de la Commission des champs de bataille nationaux, un cadeau du gouvernement fédéral canadien à la ville de Québec pour son 300e anniversaire de fondation.
En 1930, afin de créer de l'emploi pour les nombreux chômeurs frappés par la crise économique, le conseil de ville de Québec fait construire un réservoir d'eau sous les plaines. En plus d'améliorer le système d'aqueduc, il offre une meilleure protection contre les incendies. Enfoui à deux mètres sous la surface, il contient environ 136 millions de litres d'eau. Situé sur un des points les plus élevés de Québec, il fournit en eau potable plusieurs quartiers de l'arrondissement La Cité-Limoilou. Sa voûte est supportée par quelque 900 colonnes et surmontée d'une vingtaine de bouches d'aération camouflées par des bosquets d'arbustes.
Toujours en 1930, un tunnel ferroviaire est construit à une profondeur de 100 mètres sous la partie ouest des plaines. Six cents hommes travaillent douze heures par jour sur ce chantier. Le projet avançait de 16 pieds (environ 5 m) quotidiennement. Le 26 mai 1931, un premier train emprunte le tunnel qui est toujours en service aujourd'hui. Son extrémité nord est située dans le quartier Saint-Sauveur, tout près du boulevard Charest entre les rues Vincent-Massey et de Verdun. L'extrémité sud est située à l'Anse-au-Foulon.

### Un lieu de rassemblement

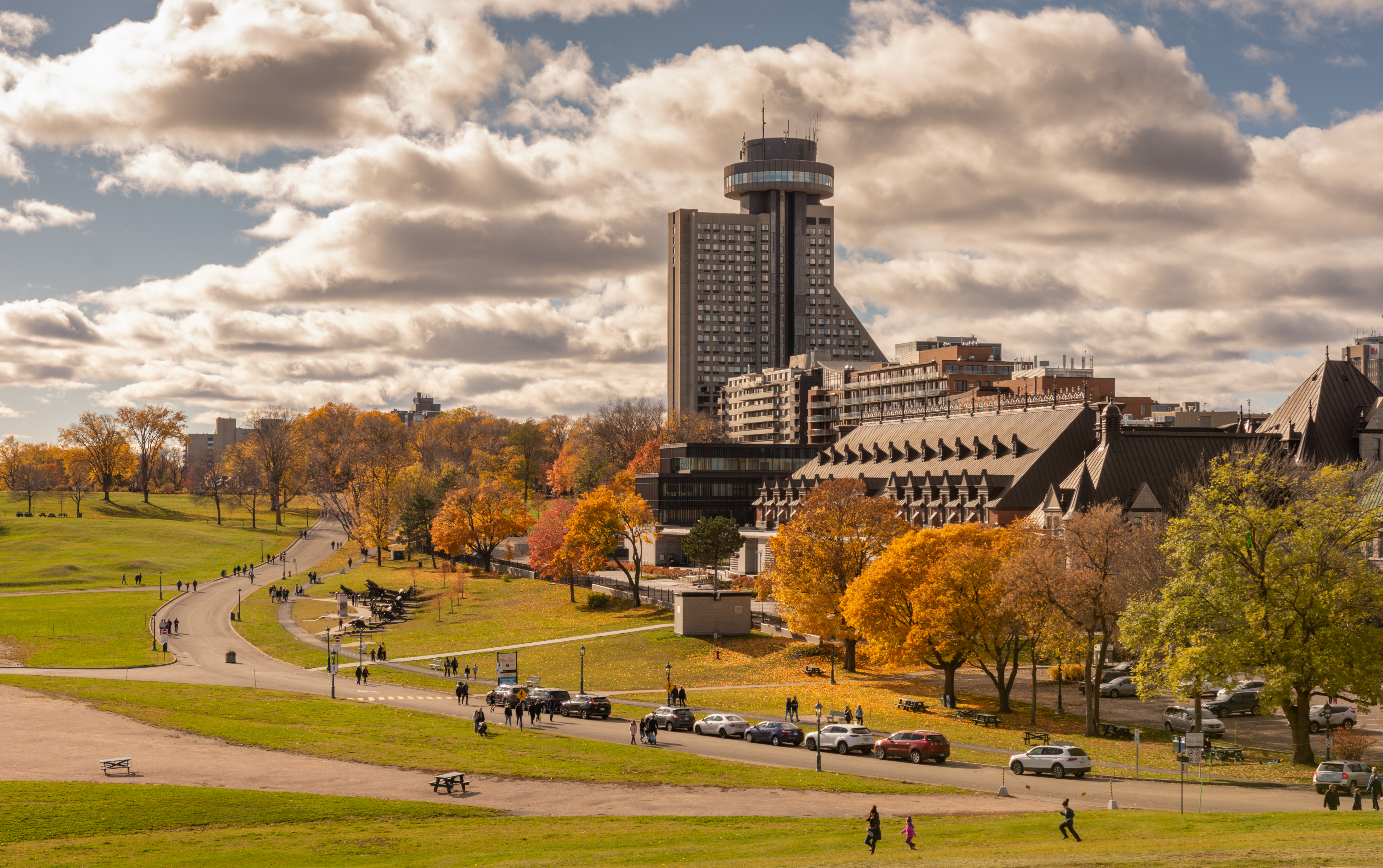
Les plaines d'Abraham, près de la citadelle de Québec, accueillent différents événements tout au long de l'année.

Depuis, les plaines d'Abraham reçoivent près de quatre millions de visiteurs et de touristes annuellement pour des activités sportives, de détente, des concerts extérieurs ou des festivals, spécialement durant les célébrations de la Fête nationale du Québec, du Carnaval de Québec et du Festival d'été de Québec. Le 20 juillet 2008, cent ans après la création du parc, dans le cadre des célébrations du 400e anniversaire de Québec, la grande scène du parc accueille Paul McCartney pour un spectacle gratuit, devant plus de 260 000 personnes. Céline Dion donne aussi un concert pour la même occasion. Au fil des ans, plusieurs artistes importants s'y sont produits dans le cadre du Festival d'été de Québec, dont : ZZ Top, Indochine, AC/DC, Scorpions, Les Cowboys fringants, Van Halen, Charles Aznavour, Gilles Vigneault, Stone Temple Pilots, Kiss, Sting, Placido Domingo, Iron Maiden, Santana, Arcade Fire, Rush, Black Eyed Peas, Rammstein, Elton John, The Black Keys, Metallica, John Fogerty, Bon Jovi, Johnny Hallyday, Aerosmith, Billy Joel et les Rolling Stones. Le 21 juillet 2012, Roger Waters y présente le dernier spectacle de sa tournée The Wall devant 75 000 personnes. Il s'agit du premier concert payant présenté sur les Plaines. Madonna s'y est produite à son tour le 1er septembre 2012.  Le 27 juillet 2013, Céline Dion y donne un second concert devant plus de 41 000 spectateurs.
Tout près se situe le Musée national des beaux-arts du Québec. Le complexe muséal est composé de quatre pavillons abritant 18 salles d'exposition : le pavillon Gérard-Morisset, le pavillon Charles-Baillairgé, le pavillon Central et le pavillon Pierre-Lassonde, inauguré en juin 2016. L'agrandissement de 14 900 m2 permettra au Musée de doubler sa surface par l'ajout de six nouvelles salles d'exposition. Bordant le Musée, vous pouvez également découvrir le jardin de sculptures Julie et Christian Lassonde. On peut y admirer, entre autres, des sculptures de Jean-Paul Riopelle, Claude Tousignant, Armand Vaillancourt, Charles Daudelin et Jean-Pierre Morin.

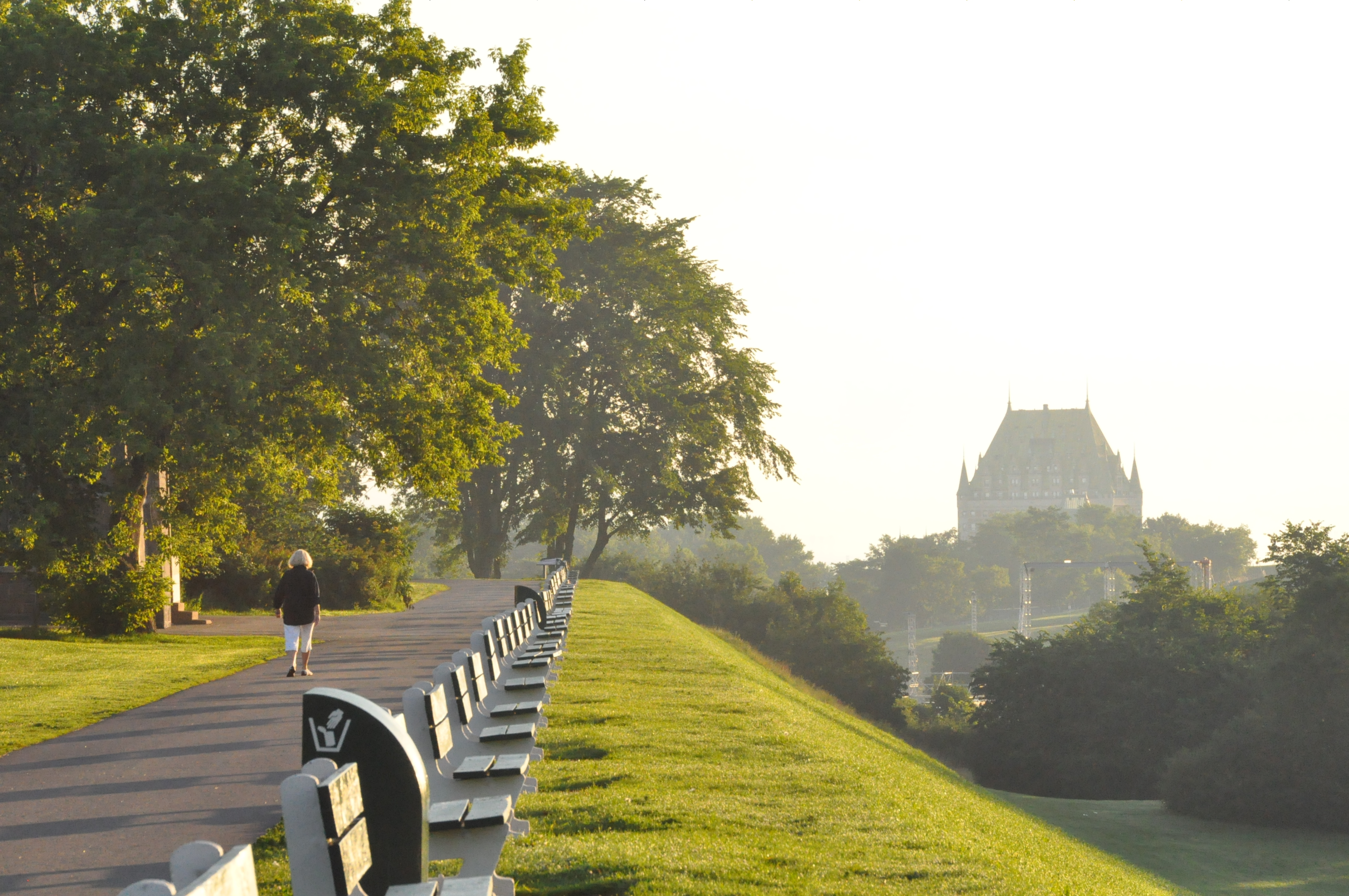
Allée piétonne et silhouette du château Frontenac au loin.
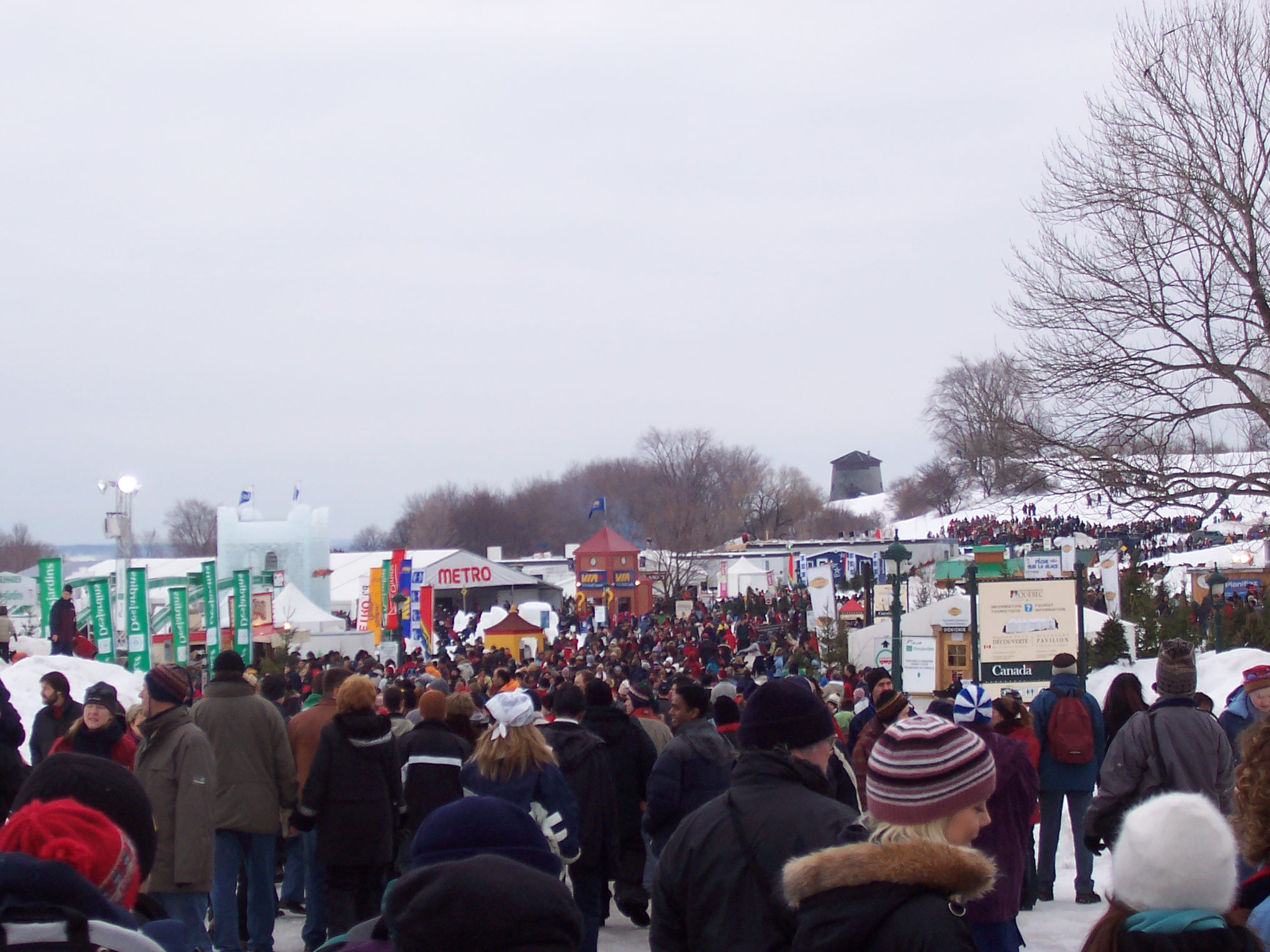
Le Carnaval de Québec se déroule en partie sur les plaines
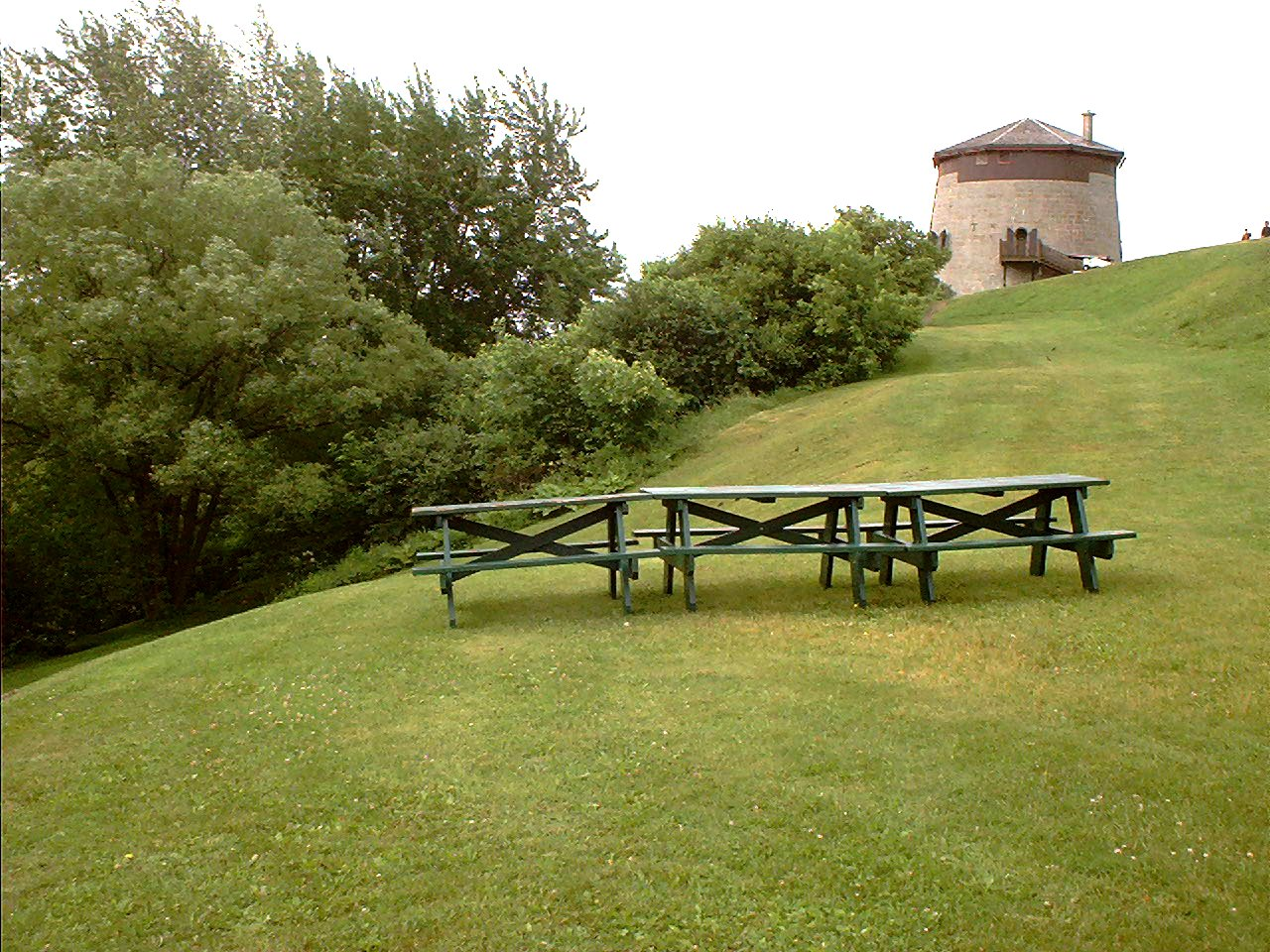
Table de pique-nique près d'une tour Martello
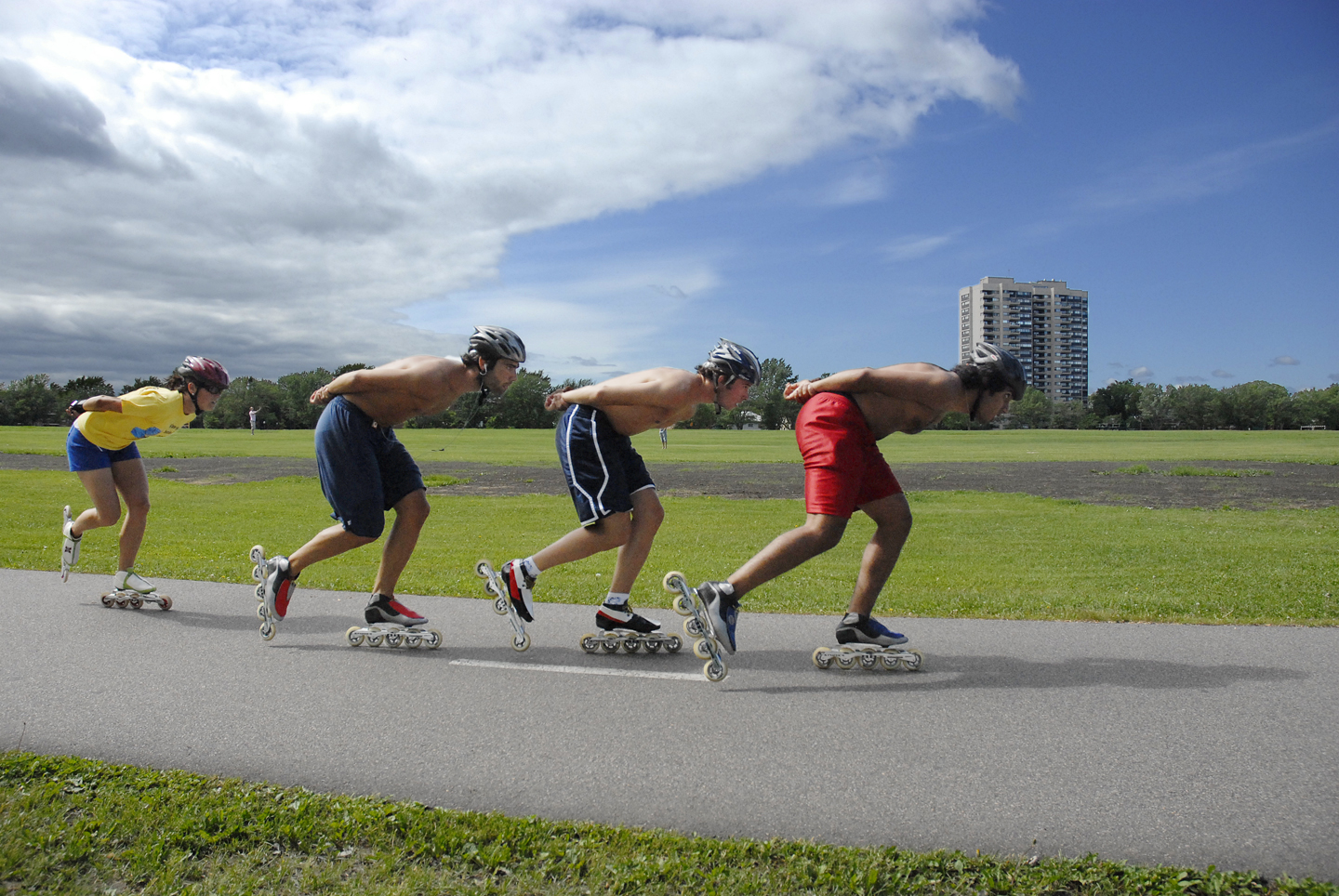
Patinage à roulettes
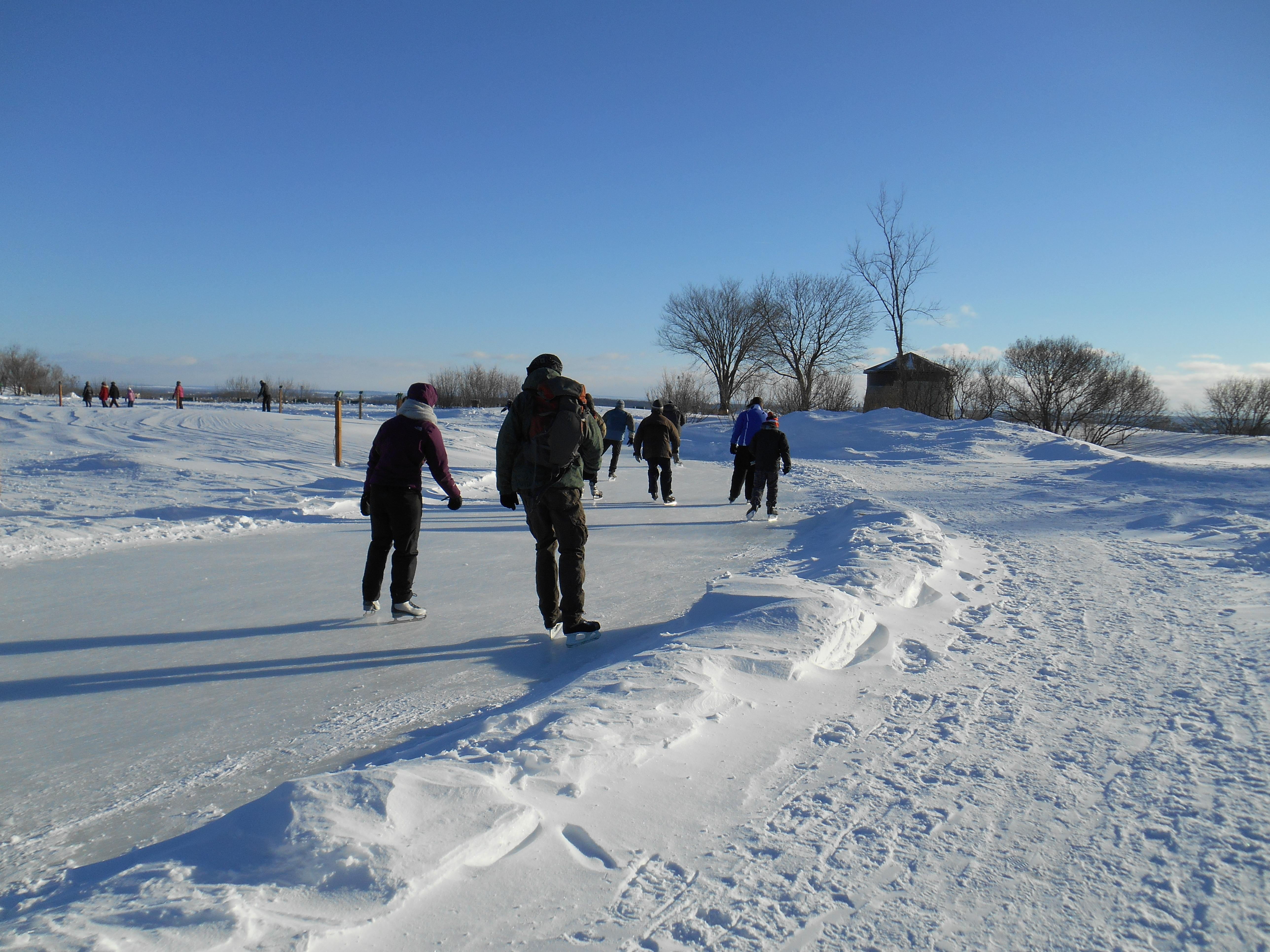
Patin à glace
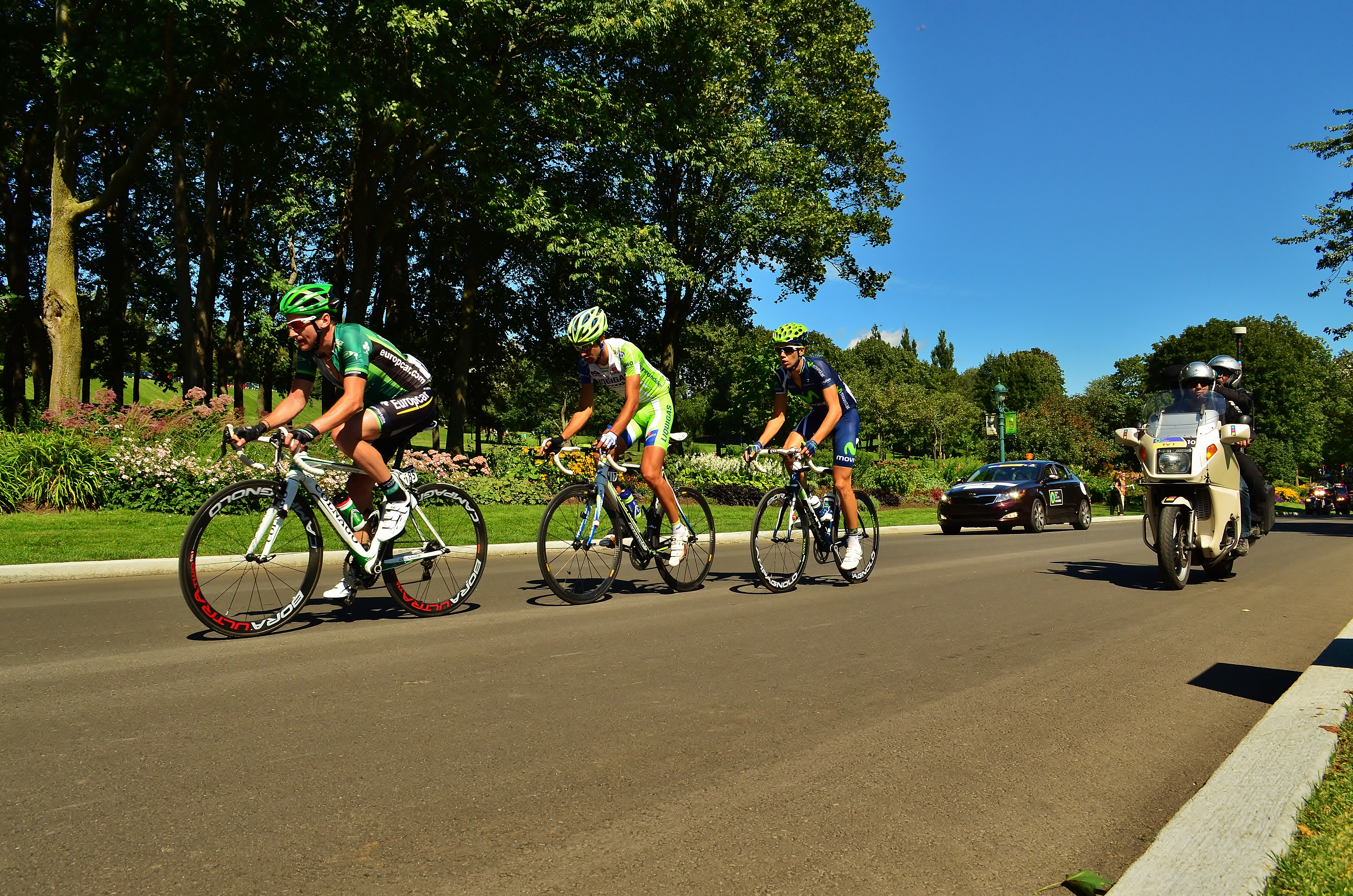
Le circuit du Grand prix cycliste de Québec passe en partie sur les plaines d'Abraham

## Galerie

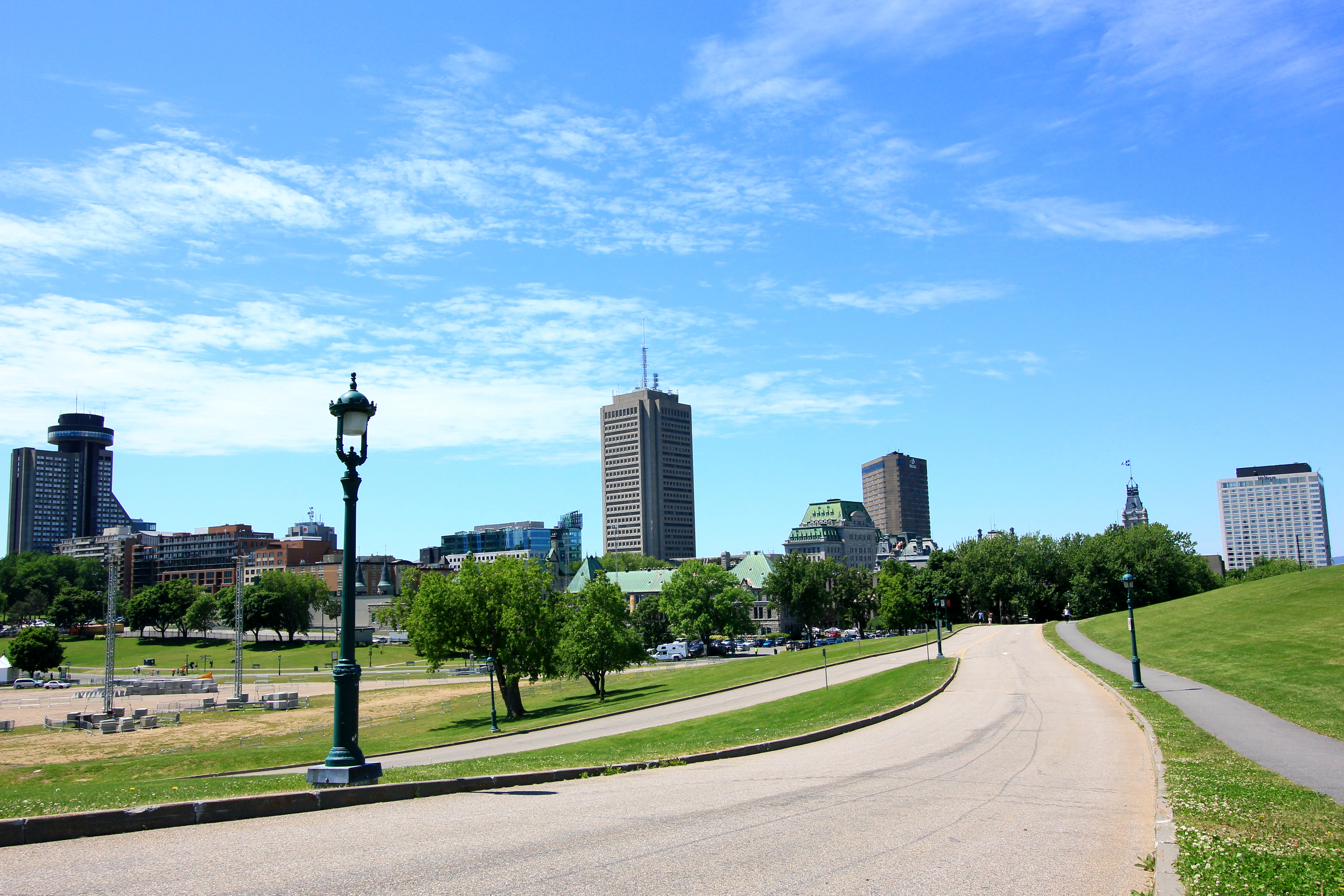
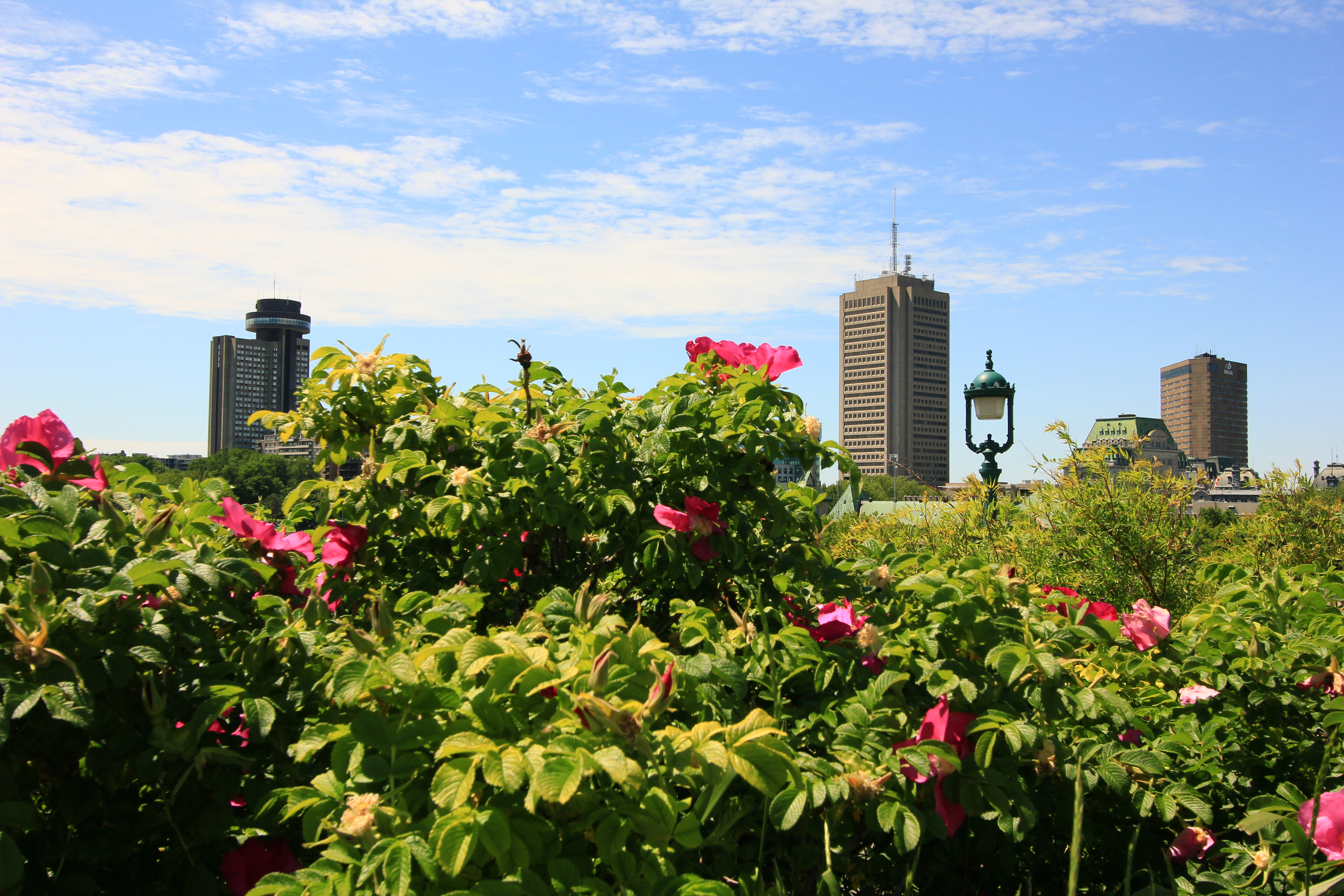
Édifices de la colline parlementaire de Québec
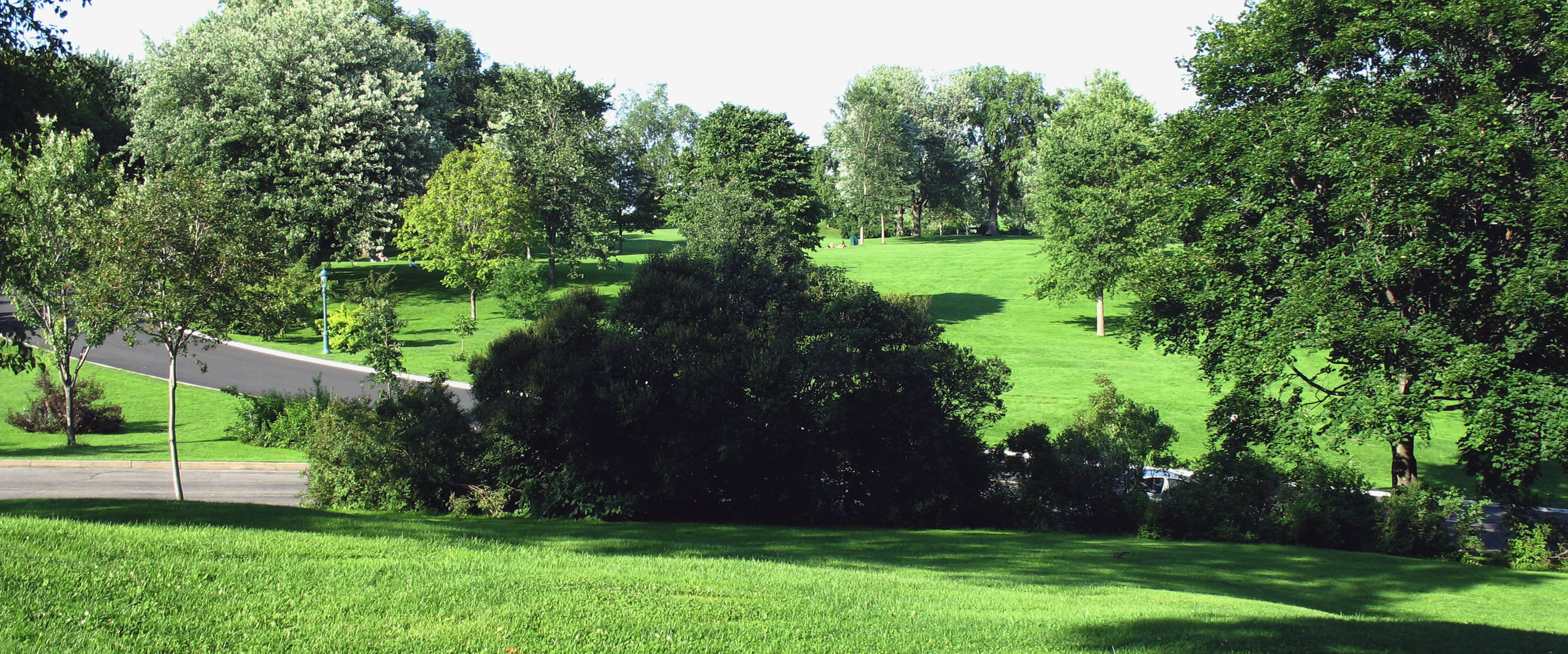
Une multitude d'espèces d'arbre se retrouvent sur les plaines
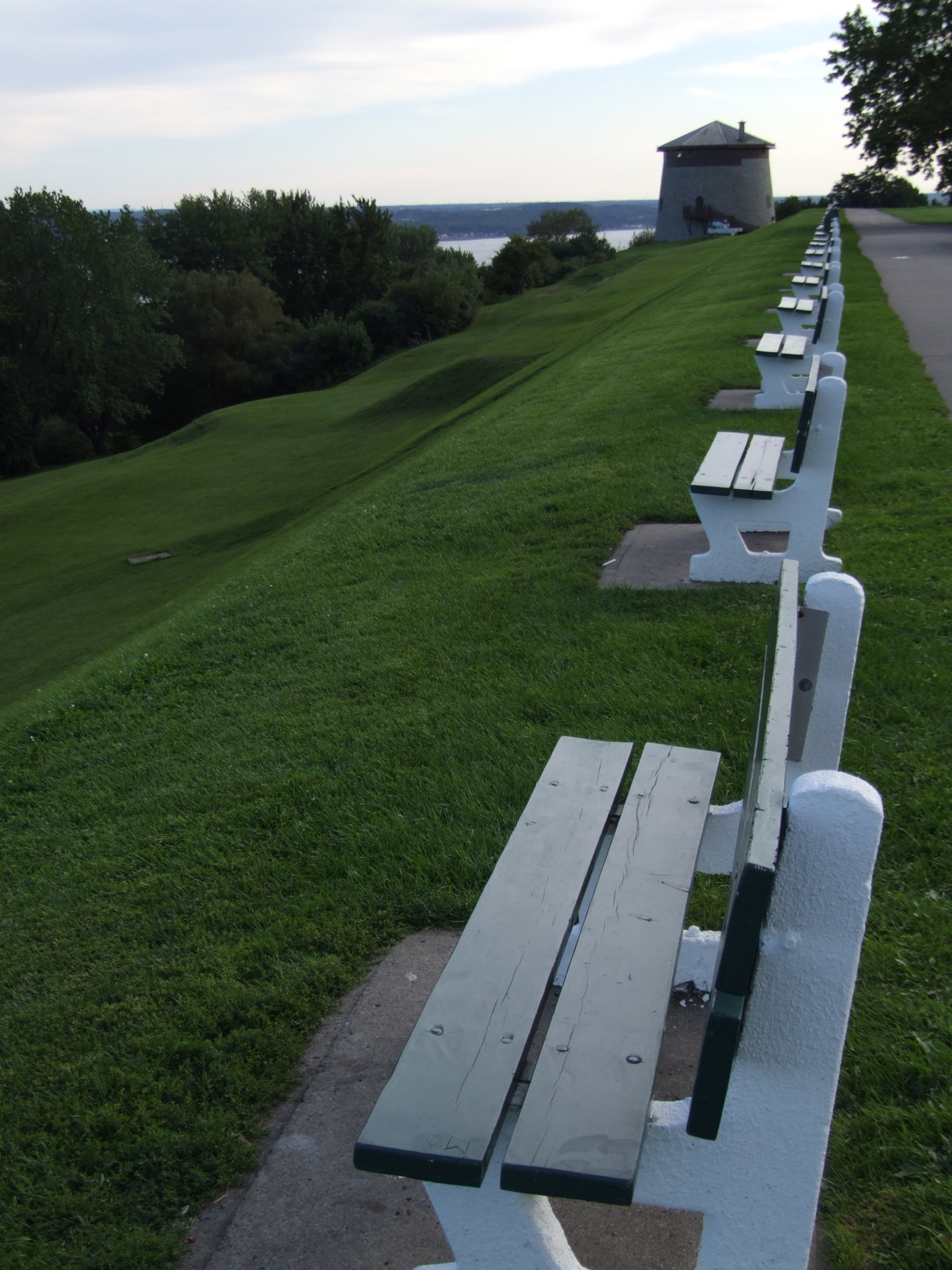
Plusieurs bancs offrent une vue sur le fleuve Saint-Laurent
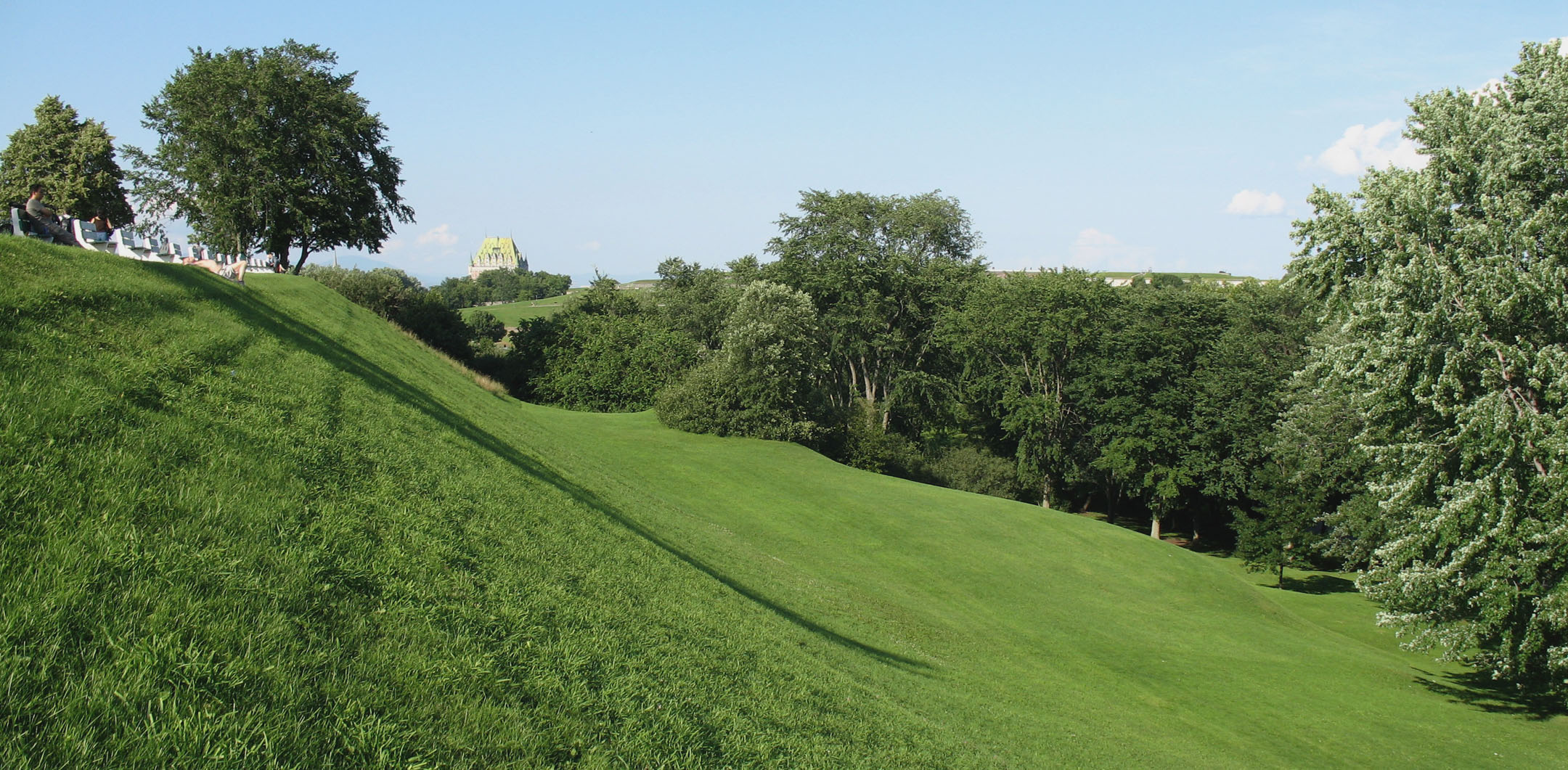
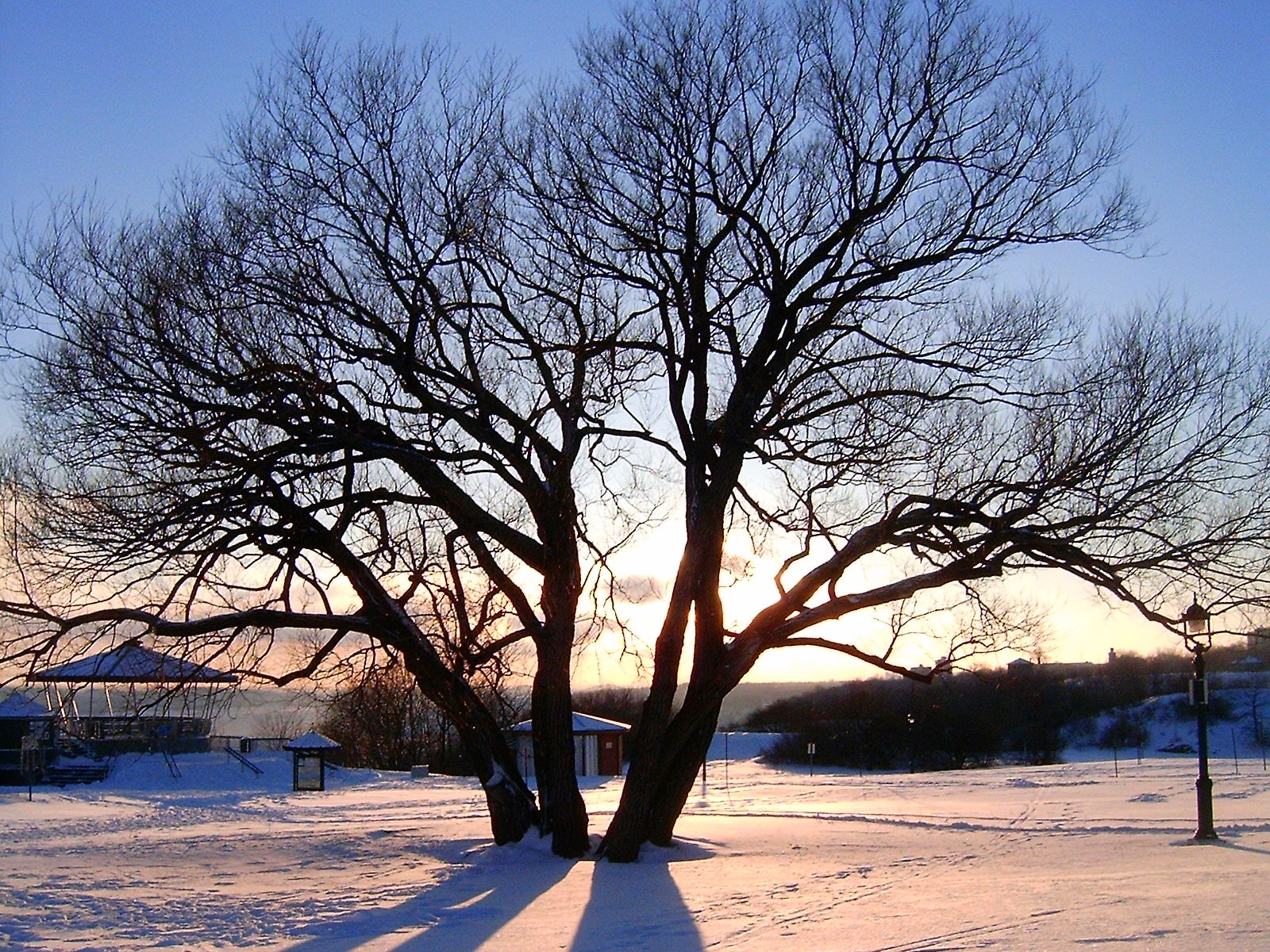
Plaines d'Abraham en hiver
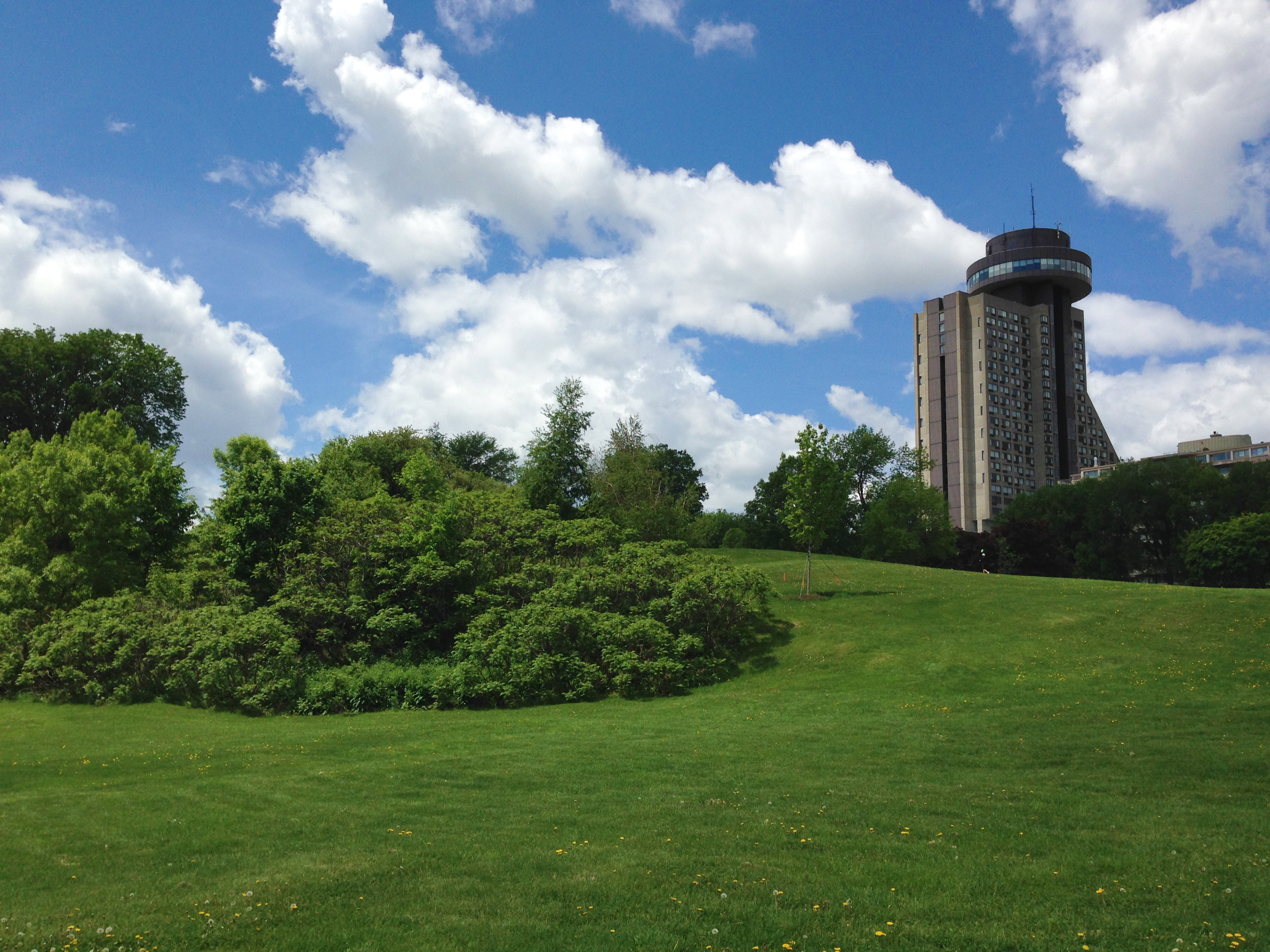
Les plaines, près de l'édifice Le Concorde
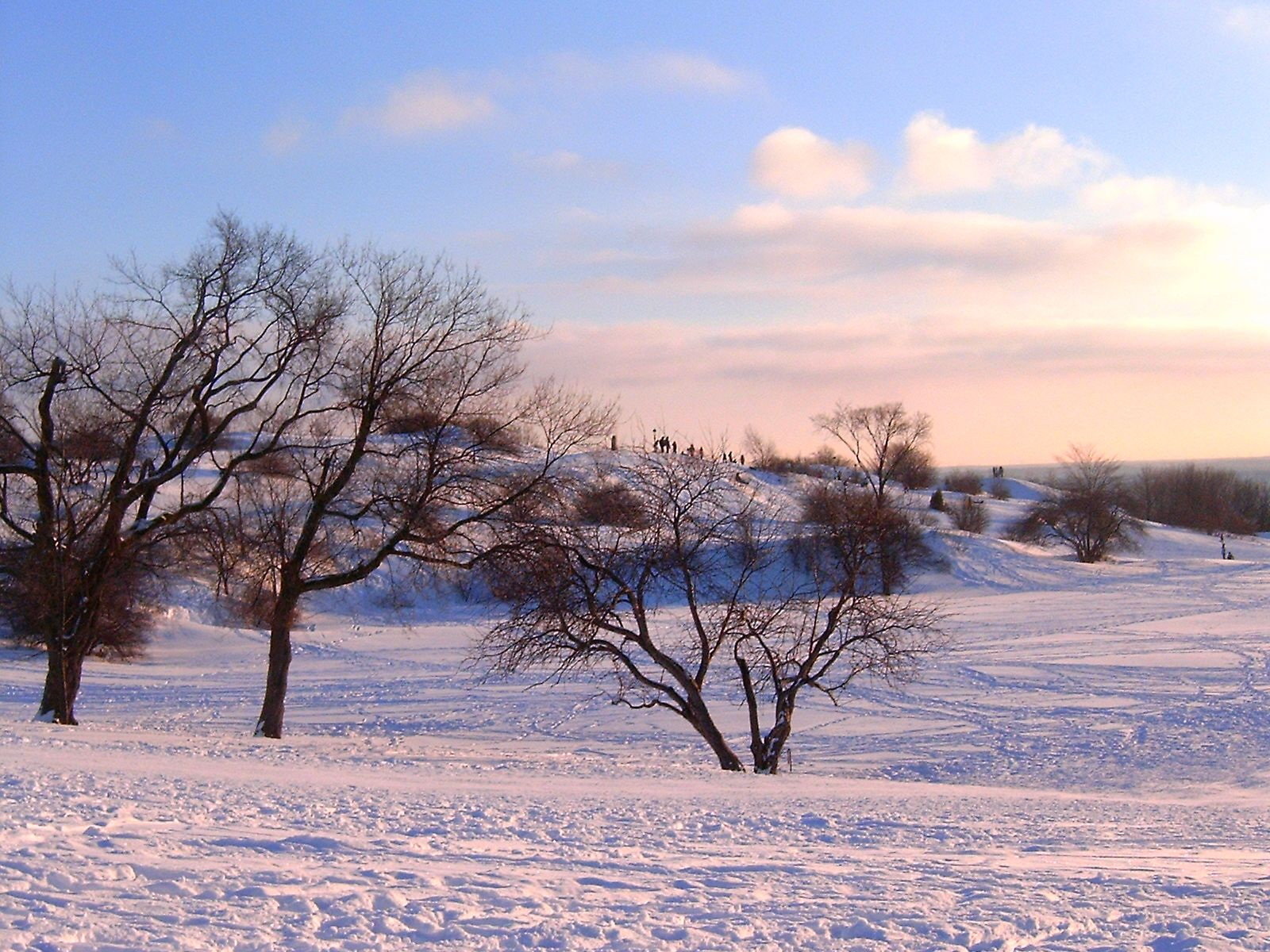
Plaines d'Abraham en hiver
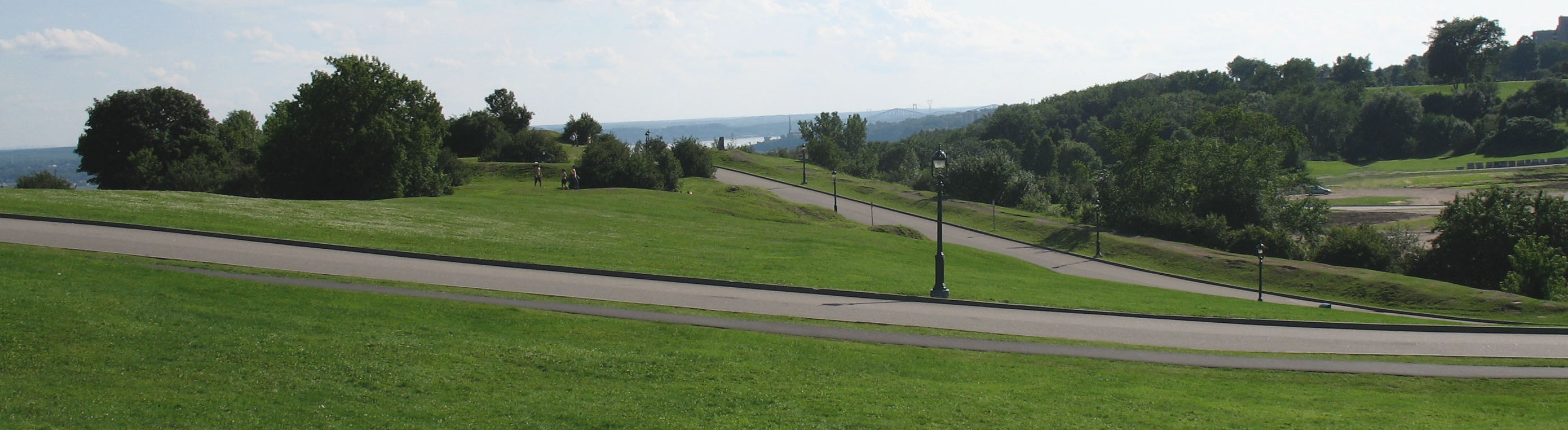